# Typ 96 150-mm-Infanterie-Mörser
Der Typ 96 150-mm-Infanterie-Mörser (jap. 九六式中迫撃砲, Kyūroku-shiki chūhakugekihō) war ein Mörser, der vom Kaiserlich Japanischen Heer im Zweiten Japanisch-Chinesischen Krieg und im Pazifikkrieg von 1936 bis 1945 eingesetzt wurde. Die Bezeichnung Typ 96 deutet dabei auf das Jahr der Truppeneinführung, das Jahr Kōki 2596 bzw. 1936 nach gregorianischem Kalender, hin.

## Geschichte
1936 wurde der Typ 96 150-mm-Infanterie-Mörser eingeführt, der den Typ 93 150-mm-Infanterie-Mörser ablösen sollte. Wegen seines hohen Gewichts von 722 kg war der Mörser eine schwerfällige Waffe und war meist in ausgebauten festen Stellungen montiert. Mit der Einführung des Typ 97 150-mm-Infanterie-Mörser wurde das Gewicht um die Hälfte reduziert. Bei der Schlacht um Okinawa konnten einige Typ 96 von US-Marines erobert werden. Zirka 90 Exemplare des Typ 96 Mörsers wurden hergestellt.

## Technische Daten
- Kaliber: 150,5 mm
- Geschützlänge: 1,325 m
- Höhenrichtbereich: +40° bis +80°
- Geschützgewicht: 722 kg
- Geschossgewicht: 25,65 kg
- Mündungsgeschwindigkeit V0 = 214 m/s
- Maximale Reichweite: 3900
- Produzierte Anzahl: 90